# Веселе (Харківський район)
Весе́ле — село в Україні, належить до Липецької сільської територіальної громади Харківського району Харківської області. Населення становить 254 осіб. Орган місцевого самоврядування - Липецька сільська рада.

## Географія
Село Веселе знаходиться на березі річки Муром, вище за течією на відстані 3,5 км розташоване село Нескучне, нижче за течією примикає Муромське водосховище.

## Історія
1716 рік — дата першої згадки.

Село на мапі 1730 року

За даними на 1864 рік у казеному селі, центрі Веселівської волості Харківського повіту, мешкало 1375 осіб (678 чоловічої статі та 697 — жіночої), налічувалось 280 дворових господарств, існувала православна церква.
Станом на 1914 рік кількість мешканців зросла до 3652 осіб.

## Економіка
- Молочно-товарна ферма.

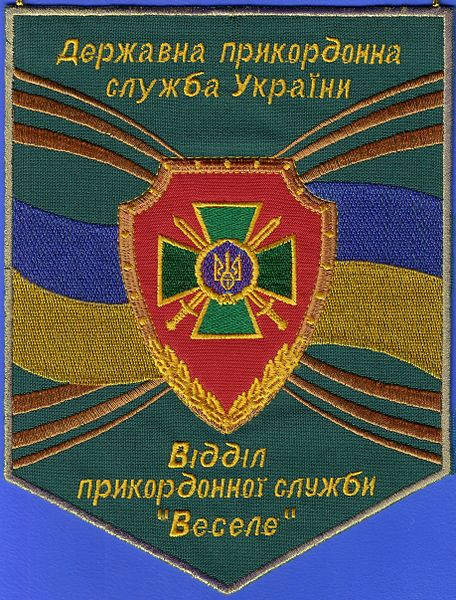
Відділ прикордонної служби «Веселе»

- Відділ прикордонної служби «Веселе».
- ВАТ «Липці».

## Люди
В селі народилися:  
- Вовченко Василь Мусійович (1900—1988) — український радянський художник.
- Дерегус Михайло Гордійович (1904—1997) — український графік, живописець і педагог, в честь якого названа премія Міністерства культури України (премія імені М. Г. Дерегуса)